# RINT1
RINT1‏ (RAD50 interactor 1) هوَ بروتين يُشَفر بواسطة جين RINT1 في الإنسان.